# 1900년 국기 목록
이 문서는 1900년의 국기 목록이다.

## 가

건지섬의 국기
과테말라의 국기
그레이트브리튼 아일랜드 연합왕국의 국기
그리스 왕국의 국기

## 나

남그린란드의 국기
네덜란드의 국기
네덜란드령 기아나의 국기
네덜란드령 동인도의 국기
네팔 왕국의 국기
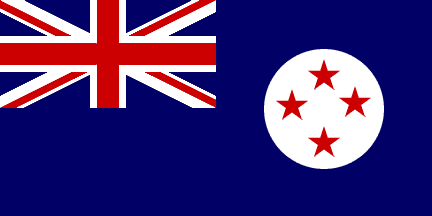
뉴질랜드의 국기
니카라과의 국기

## 다

대한제국의 국기
덴마크의 국기
덴마크령 서인도 제도의 국기
덴마크령 아이슬란드의 국기
도미니카 공화국의 국기
독일령 남서아프리카의 국기
독일령 뉴기니의 국기
독일령 동아프리카의 국기
독일령 사모아의 국기
독일령 서아프리카의 국기
독일령 카메룬의 국기
독일령 토고의 국기
독일 제국의 국기

## 라

라고스 식민지의 국기
라이베리아의 국기
라타나코신 왕국의 국기
러시아 제국의 국기
로디지아 컴퍼니 통치의 국기
루마니아 왕국의 국기
룩셈부르크의 국기
리히텐슈타인의 국기

## 마

말레이 연방의 국기
멕시코의 국기
모나코의 국기
몬테네그로 공국의 국기
무스카트 오만 술탄국의 국기
미국의 국기
미국의 쿠바 보호령의 국기

## 바

바레인의 국기
바수톨란드의 국기
바티칸의 포로의 국기
베네수엘라의 국기
베추아나랜드의 국기
벨기에의 국기
볼리비아의 국기
북그린란드의 국기
불가리아 왕국의 국기
브라질의 국기
브루나이의 국기

## 사

산마리노의 국기
세르비아 왕국의 국기
스웨덴-노르웨이 연합 왕국의 국기
스위스의 국기
스코틀랜드의 국기
스페인의 국기
스페인령 기니의 국기
스페인령 사하라의 국기
시킴 왕국의 국기

## 아

아덴주의 국기
아르헨티나의 국기
아이티의 국기
아프가니스탄 토후국의 국기
안도라의 국기
앵글로-이집트 수단의 국기
앵글로-프랑스 합동 해군 위원회의 국기
에콰도르의 국기
에티오피아 제국의 국기
엘살바도르의 국기
영국의 국기
영국령 감비아의 국기
영국령 골드코스트의 국기
영국령 그레나다의 국기
영국령 기아나의 국기
영국령 길버트 앨리스 제도의 국기
영국령 도미니카의 국기
영국령 리워드 제도의 국기
영국령 모리셔스의 국기
영국령 몰디브의 국기
영국령 몰타의 국기
영국령 바베이도스의 국기
영국령 바하마의 국기
영국령 버뮤다의 국기
영국령 세인트루시아의 국기
영국령 세인트빈센트 그레나딘의 국기
영국령 세인트헬레나의 국기
영국령 소말릴란드의 국기
영국령 솔로몬 제도의 국기
영국령 시에라리온의 국기
영국령 실론의 국기
영국령 앤티가 바부다의 국기
영국령 온두라스의 국기
영국령 우간다의 국기
영국령 자메이카의 국기
영국령 중앙아프리카 보호령의 국기
영국령 케냐의 국기
영국령 키프로스의 국기
영국령 터크스 케이커스 제도의 국기
영국령 트리니다드 토바고의 국기
영국령 포클랜드 제도의 국기
영국령 피지의 국기
영국령 홍콩의 국기
오라녜 자유국의 국기
오스트레일리아의 국기
오스만 제국의 국기
오스트리아-헝가리 제국의 국기
온두라스의 국기
우루과이의 국기
웨일스의 국기
응우옌 왕조의 국기
이집트 케디바테의 국기
이탈리아 왕국의 국기
이탈리아령 리비아의 국기
이탈리아령 소말리아의 국기
이탈리아령 에리트레아의 국기
인도 제국의 국기
일본의 국기
일본 제국의 국기
잉글랜드의 국기

## 자

자발 샴마르 토후국의 국기
저지섬의 국기
지브롤터의 국기

## 차

청나라의 국기
칠레의 국기

## 카

카자르 제국의 국기
카타르의 국기
캄보디아 프랑스 보호령의 국기
캐나다의 국기
케이프 식민지의 국기
코스타리카의 국기
코친차이나 공화국의 국기
콜롬비아의 국기
콩고 독립국의 국기
크라쿠프 대공국의 국기

## 타

타볼라라 왕국의 국기
통가의 국기
트란스발 공화국의 국기

## 파

파라과이의 국기
페루의 국기
포르투갈의 국기
포르투갈령 기니의 국기
포르투갈령 동아프리카의 국기
포르투갈령 마카오의 국기
포르투갈령 상투메 프린시페의 국기
포르투갈령 서아프리카의 국기
포르투갈령 카보베르데의 국기
포르투갈령 티모르의 국기
푸에르토리코의 국기
프랑스의 국기
프랑스령 기니의 국기
프랑스령 라오스의 국기
프랑스령 마다가스카르의 국기
프랑스령 북아프리카의 국기
프랑스령 모로코의 국기
프랑스령 서아프리카의 국기
프랑스령 알제리의 국기
프랑스 위임통치령 레바논의 국기
프랑스령 인도차이나의 국기
프랑스령 적도 아프리카의 국기
프랑스령 튀니지의 국기
필리핀의 국기

## 하

휴전 오만의 국기

## 같이 보기
- 나라 목록
- 국기 목록
- 국장 목록
- 국가 목록
- 나라 표어 목록